# Акакије Мирсинон
Преподобни Акакије Мирсинон је хришћански светитељ. Подвизавао се у Латру, где је основао велику лавру Пресвете Богородице. У хришћанској традицији се помиње да је имао дар чудотворства.
Православна црква га слави 4. јануара по јулијанском календару, а 17. јануара по грегоријанском календару.